# Alfredo Anaya Gudiño
Alfredo Anaya Gudiño (Sahuayo de Morelos, 8 de noviembre de 1950) es un político mexicano, miembro del Partido Revolucionario Institucional (PRI). Ha sido en dos ocasiones diputado federal y candidato del PRI a gobernador de Michoacán en 2001.

## Biografía
Es licenciado en Filosofía y Letras egresado de la Universidad Michoacana de San Nicolás de Hidalgo (UMSNH). Durante su adolescencia, realizó estudios en el seminario de la Diócesis de Zamora.
Se ha dedicado a actividades empresariales, que lo han llevado a ser desde 1980 presidente del consejo del consorcio «Alfa y Omega», y es propietario de la empresa productora de fertilizantes «Fertiquim». Es miembro del PRI, como parte de la Confederación Nacional de Organizaciones Populares (CNOP) desde 1982.
En las elecciones estatales de 1983 fue postulado candidato del PRI a presidente municipal de Sahuayo, logró el triunfo en la elección, y fue presidente municipal del 1 de enero de 1984 al 31 de diciembre de 1986. En 1991 fue candidato del PRI a diputado federal por el Distrito 11 de Michoacán, resultando elegido para la LV Legislatura de dicho año al de 1994.
En las elecciones estatales de 2001 fue candidato del PRI a gobernador de Michoacán, enfrentando en dicho proceso electoral a Lázaro Cárdenas Batel del Partido de la Revolución Democrática (PRD) y Salvador López Orduña del Partido Acción Nacional (PAN). No logró el triunfo, al recibir 491,126 votos, frente a los 557,157 de Cárdenas.
En las elecciones de 2007 resultó elegido diputado por el principio de representación proporcional a la LXXI Legislatura del Congreso del Estado de Michoacán. En ella fue presidente de las comisiones Especial para la Nueva Sede Legislativa de la LXXI Legislatura del Congreso del Estado; e, Inspectora de la Auditoría Superior de Michoacán (ASM).
En 2011 buscó nuevamente ser candidato a gobernador de Michoacán, siendo apoyando además por el Partido Verde Ecologista de México (PVEM) y el Partido Nueva Alianza (PANAL), pero la candidatura finalmente recayó en Fausto Vallejo Figueroa. En 2012, fue elegido por segunda ocasíón diputado federal, en esta ocasión por el principio de representación proporcional a la LXII Legislatura que concluyó en 2015. En ella fue secretario de la comisión de Competitividad; e integrante de las de Energía; y, Vigilancia de la Auditoría Superior de la Federación.
El 4 de octubre de 2023 sufrió un accidente aéreo cuando el avión en que se transportaba aterrizó en el Aeropuerto Nacional El Lencero de Xalapa-Enríquez, resultando ileso. Su hijo, Alfredo Anaya Orozco, ha desarrollado una carrera política, siendo diputado federal y diputado al Congreso de Michoacán.